# Юрово (Московская область)
Юрово — деревня в Раменском районе Московской области, входит в состав сельского поселения Кузнецовское.

## География
Расположена в 58 км к юго-востоку от города Москвы на железнодорожной магистрали Москва — Рязань, в 13 км к юго-востоку от районного центра города Раменское. Граничит на западе с посёлком станции Бронницы, к югу, через железную дорогу, расположено село Малышево.

## История
В 1994—2006 годах Юрово было центром Юровского сельского округа.

## Население
| 1926 | 2002  | 2010 |
| ---- | ----- | ---- |
| 686  | ↗1082 | ↘976 |

## Экономика
ДОК «ТБМ» — деревообрабатывающий комбинат.

## Транспорт
Деревня Юрово находится непосредственно у железнодорожной станции Бронницы Рязанского направления на линии Москва — Голутвин Московской железной дороги в 56 км от Казанского вокзала.
Деревня расположена на автодороге А107 Московское малое кольцо, по которой проходят автобусы № 21, 44, 45. На пересечении с железной дорогой расположен мост, ранее на его месте был железнодорожный переезд.

## Известные уроженцы
- Кузнецов, Михаил Борисович — офицер спецподразделения «Вымпел», кавалер ордена «3а заслуги перед Отечеством» IV степени (посмертно).